# Pavonia candida
Pavonia candida là một loài thực vật có hoa trong họ Cẩm quỳ. Loài này được (DC.) Fryxell mô tả khoa học đầu tiên năm 1979.